# Памятник Новгородскому ополчению 1812 года

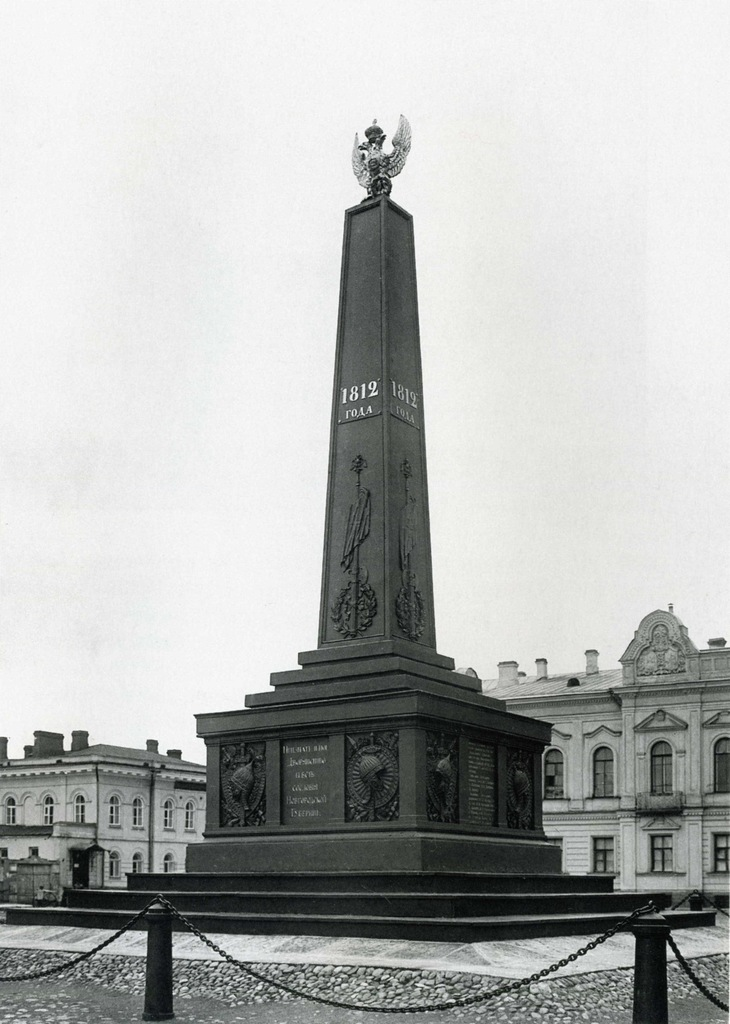
Памятник Новгородскому ополчению 1812 года. Фото 1911 г.

Па́мятник Новгоро́дскому ополче́нию 1812 года — монумент, воздвигнутый в Великом Новгороде в 2012 году в память о воинском подвиге ополченцев, участвовавших в боевых действиях против наполеоновской армии в Отечественной войне 1812 года. Монумент воссоздан по подобию старого памятника, сооружённого по проекту архитектора А. П. Брюллова и разобранного в послереволюционные годы.
Автором проекта возобновлённого памятника стал заслуженный скульптор Российской Федерации А. И. Рукавишников.

## Месторасположение
Памятник находится рядом со зданием Манежа на улице Великой.

## Описание памятника
Памятник представляет собой четырёхгранный обелиск, установленный на постаменте и трёхступенчатом стереобате.
Гранитный постамент памятника решён по классической трёхчастной схеме (база, стул и карниз). По краям постамент украшен бронзовыми барельефами воинских доспехов — древнерусские шлемы, щиты, мечи. На лицевой стороне постамента высечена надпись: «В знак признания великого подвига новгородских ополченцев в Отечественной войне 1812 года», на тыльной — «Сооружён в 2012 году в память о Новгородском ополчении 1812 года по эскизам архитектора А. П. Брюллова (1840 год)». Надпись с левой стороны: «Ополченцы, павшие на поле брани в 1812 и 1813 годах полковник А. А. Погребов, подполковник Н. О. Ушаков, майор С. П. Киселёв, подпоручики Н.Хвостов и А. Соколов, прапорщик П. Мордвинов и более 6 тысяч ратников из 10 уездов Новгородской губернии». На правой стороне постамента помещены фамилии начальников под чьим командованием служили ополченцы и перечислены уезды Новгородской губернии направившие в ополчение своих ратников.
На постаменте установлен четырёхгранный обелиск опирающийся на гранитное основание в виде квадратных плит поставленных друг на друга уступами в три яруса. Обелиск имеет металлическую основу, на которую прикреплены плиты образующие грани обелиска. Каждая плита имеет литую золочёную надпись «1812 года» и изображение венка с секирой и православной хоругвью. Верх обелиска венчает золочённый двуглавый орёл.

## История

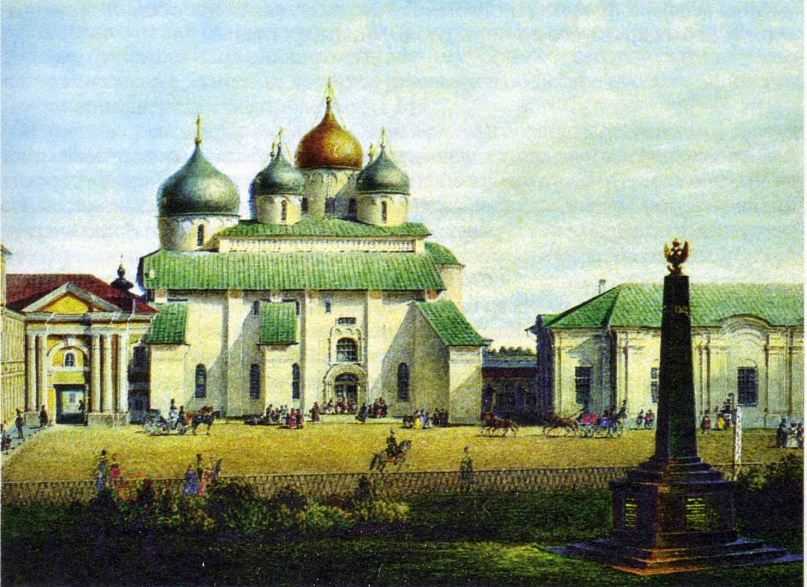
Софийский собор и памятник Новгородскому ополчению 1812 года. Первая половина XIX века.

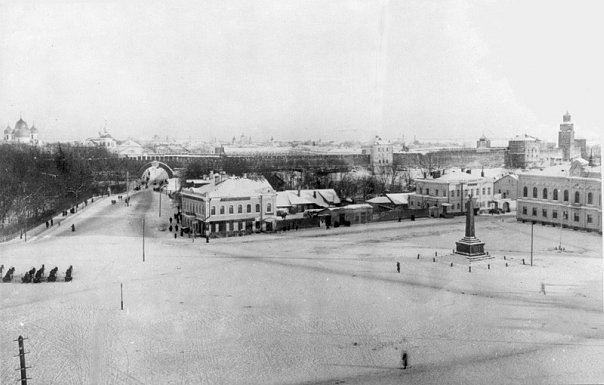
Памятник Новгородскому ополчению 1812 года на Софийской площади. Конец XIX века.

6 июля 1840 года, на средства, добровольно собранные в городах и уездах губернии, в центре новгородского Кремля по проекту известного архитектора А. П. Брюллова утверждённого императором Николаем I был поставлен памятник новгородским ополченцам.
Монумент представлял собой чугунный обелиск установленный на гранитном постаменте. Общая высота монумента составляла 5 саженей (10,65 м). Верх обелиска венчал позолоченный двуглавый орёл. На одной из граней постамента была установлена табличка с надписью: «Признательное дворянство и все сословия Новгородской губернии». С противоположной стороны находилась табличка с перечислением дворян, погибших в Отечественной войне 1812 года. На двух других гранях постамента были помещены таблицы с фамилиями командиров четырёх бригад Ополчения и перечень высших губернских чиновников, в чьё правление был установлен памятник.
В 1860 году по просьбе императора Александра II, который обратился к новгородцам с просьбой освободить место в кремле под знаменитый памятник «Тысячелетие России», обелиск перенесли на Софийскую, центральную площадь Новгорода и установили перед зданием Дворянского собрания. 8 октября 1861 года, при повторном открытии памятника, новгородский помещик П. И. Пузино — ветеран войны 1812 года произнёс следующий экспромт:
Вот скромный монумент 12-го года!

Свидетель доблестей как русские дворяне

Всё в жертву принесли спасения народа.

И свету дали знать, что значат Россияне!

Учитесь юноши, их следуя примеру,

Так славно ратовать за православну веру.
В 1912 году около памятника проходили торжества, посвящённые 100-летию победы в Отечественной войне 1812 года.
При советской власти, в 1933 году, монумент ополченцам был полностью демонтирован «по идейным соображениям». Чугун отправили на переплавку, каменные плиты были сброшены в ров.
Попытки воссоздать мемориал новгородским ополченцам и тем самым восстановить историческую справедливость и увековечить память погибших защитников Отечества в войне 1812 года предпринимались неоднократно — в 1976 году по инициативе новгородского обкома КПСС, в конце 2002 года в ходе проведения городского конкурса по благоустройству и развитию Кремлёвского парка и затем в 2005 году к 1150-летию Великого Новгорода один из проектов реконструкции площади Победы-Софийской предусматривал установку монумента ополченцам перед зданием Музея изобразительных искусств (бывшее Дворянское собрание), однако в итоге был осуществлён другой проект реконструкции площади, без восстановления монумента.
Очередное решение о восстановлении памятника было принято в начале 2011 года. Монумент было решено установить к 200-летию победы в Отечественной войне 1812 года рядом со спорткомплексом «Манеж», постройки середины XIX века, на улице Великой. Начался сбор средств на восстановление памятника. С просьбой о помощи в строительстве мэр Великого Новгорода Юрий Бобрышев обратился ко всем жителям Великого Новгорода и других городов, входивших ранее в Новгородскую губернию и представивших своих воинов в 10-тысячный корпус Новгородского ополчения, а также к коллективам предприятий и организаций, общественных объединений, союзов и политических партий. Общая стоимость памятника составила немногим более 7 млн рублей, не считая благоустройства.
Проект установки восстановленного монумента вызвал неоднозначную реакцию новгородской общественности. Новгородское общество любителей древности в марте 2012 года выступило с открытым письмом, в котором призвало власти отказаться от восстановления памятника, так как однотипный по архитектуре и содержанию мемориал в Великом Новгороде уже есть (стела «Город воинской славы» у Киноцентра), место у спорткомплекса «Манеж» исторически ничем не обосновано, а спонсорскую помощь можно использовать для «более насущных нужд культурного наследия».
1 августа 2012 года начались работы по установке памятника и закончились в сентябре. Монумент был выполнен по сохранившимся эскизам архитектора А. П. Брюллова. Стела смонтирована на гранитный постамент, который изготовлен новгородской строительной фирмой «Деловой партнер». Авторы бронзовых элементов — скульпторы творческой мастерской Народного художника России Александра Рукавишникова. В комплексе памятника размещена памятная доска на которой указаны юридические лица и имена граждан, внёсших наибольший вклад в создание монумента. Первую строчку в списке на памятной доске занимает ОАО «Акрон» перечисливший в фонд строительства памятника 1,5 млн рублей.
21 сентября в дни праздничных мероприятий, посвященных 1150-летию российской государственности, состоялась торжественная церемония открытия памятника Новгородскому ополчению 1812 года.

## Галерея

Надписи на постаменте памятника
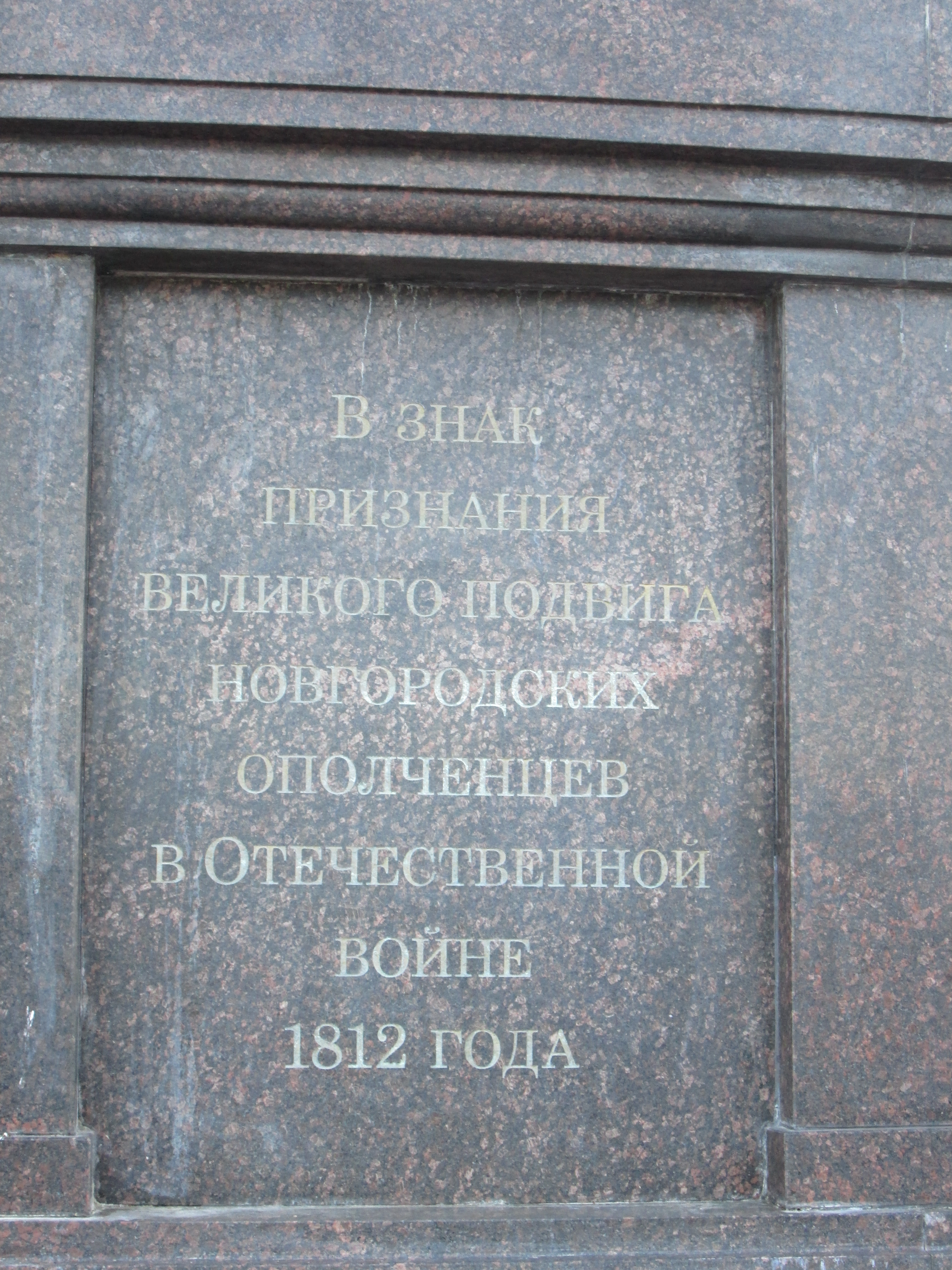
На лицевой стороне постамента
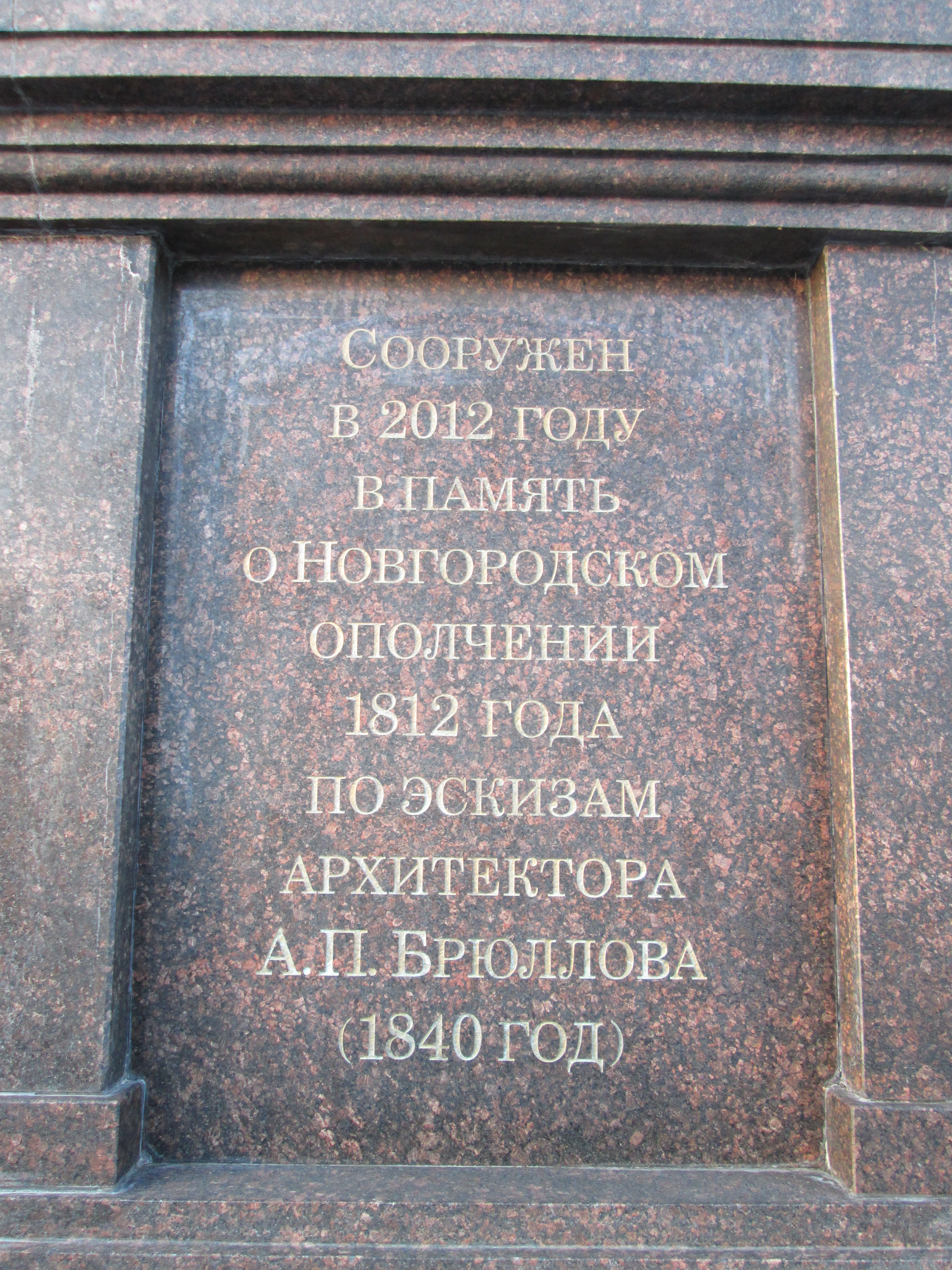
На тыльной стороне постамента
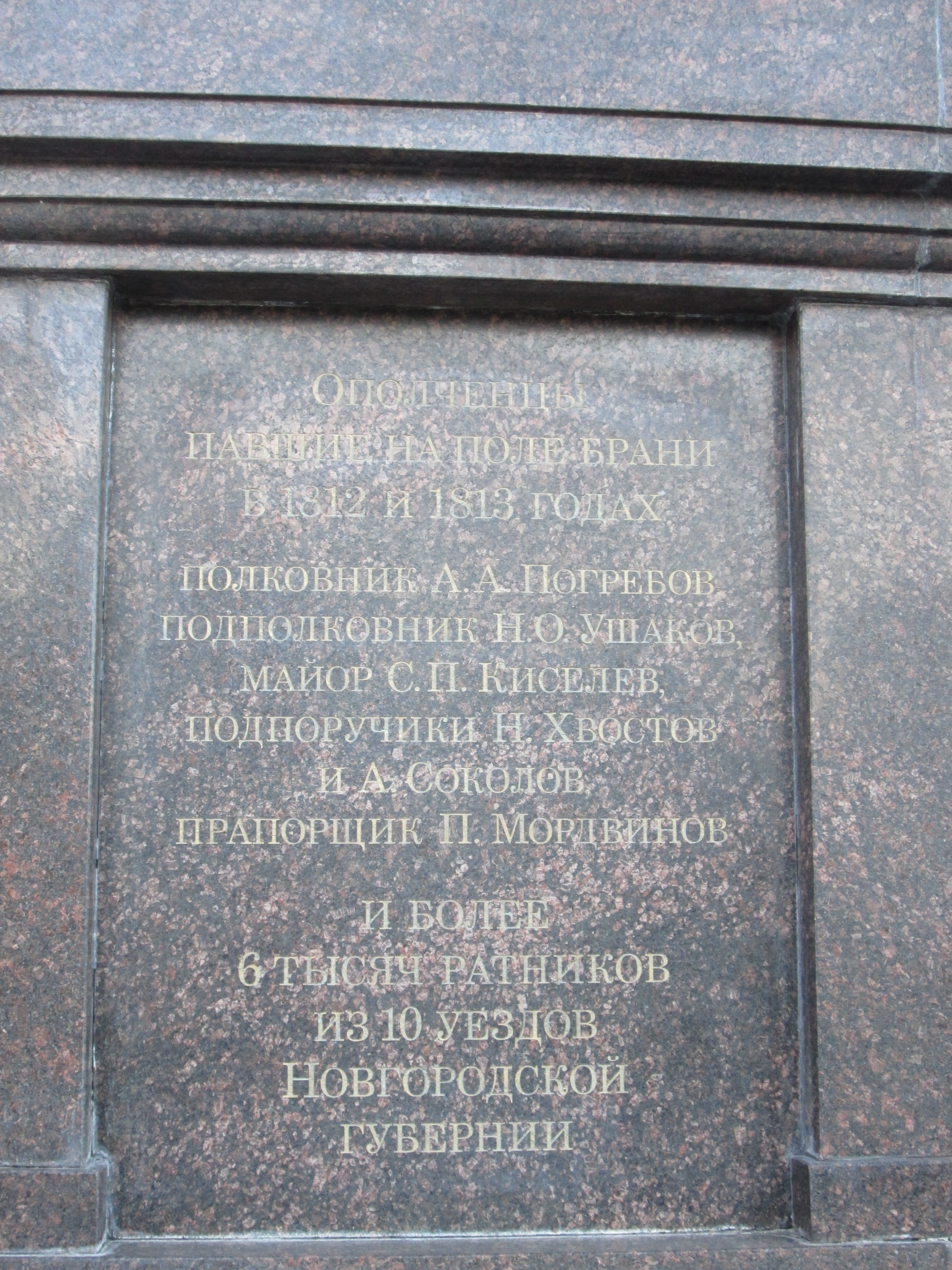
На левой стороне постамента
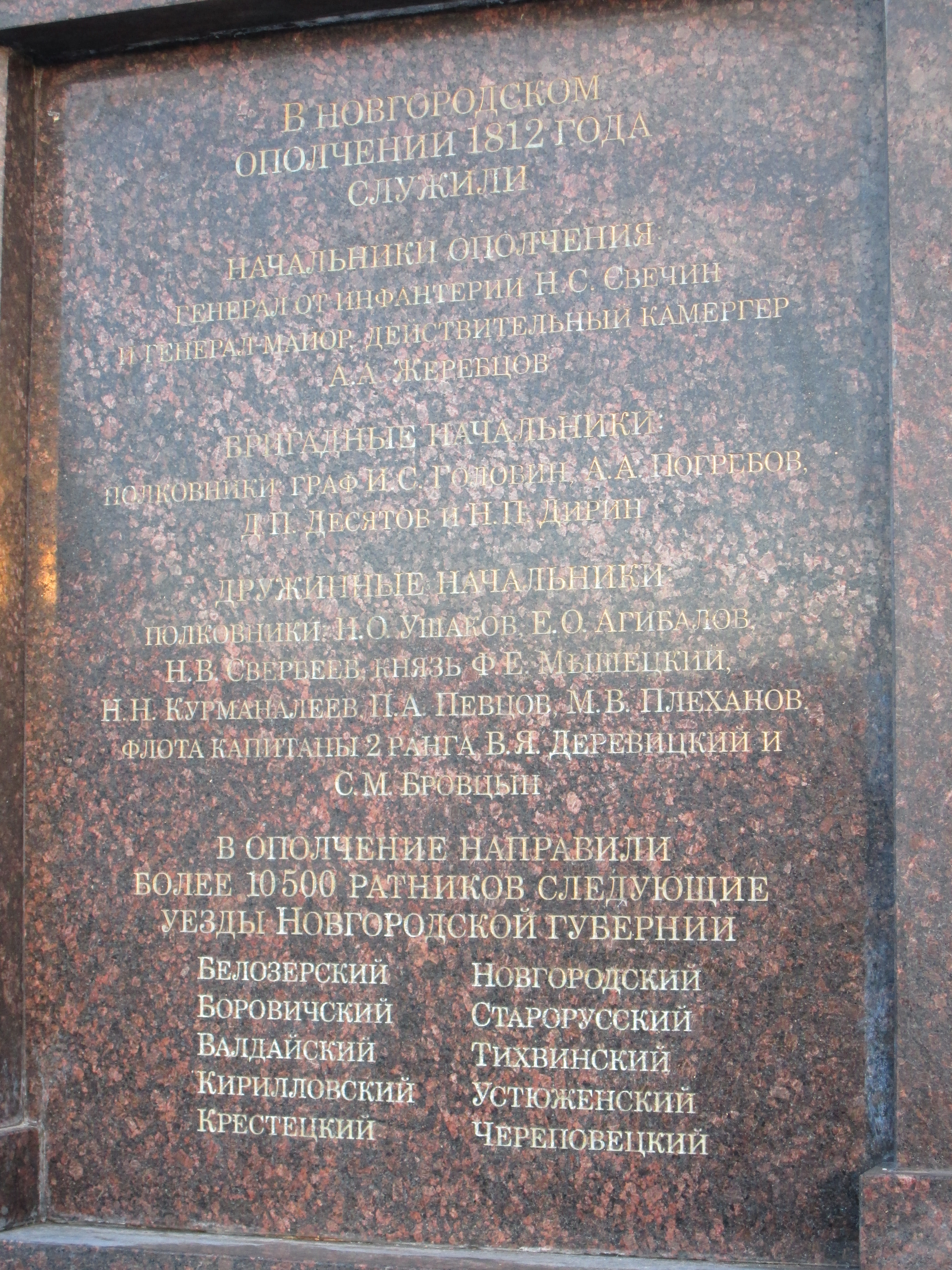
На правой стороне постамента